# Militära grader, särskilda grader och civila tjänsteklasser i den Ryska federationen
Militära grader, särskilda grader och civila tjänsteklasser i den Ryska federationen visar den officiella hierarkiska ordningen inom den Ryska federationens krigsmakt, ordningsmakt och civila statsförvaltning. Sedan 2011 är graderna och tjänsteklasserna vid de tre strukturerna koordinerade och man kan därför av graden eller klassen inom en struktur utläsa vilken tjänsteställning som motsvaras i de  andra strukturerna.

## Militära grader
Militära grader i den Ryska federationen är av två typer, lantmilitära grader och sjömilitära grader.

### Lantmilitära grader
- Försvarsministeriet
  - Rysslands armé
  - Rysslands luftanfallstyrkor
  - Rysslands strategiska robotstridskrafter
  - Rysslands luft- och rymdförsvarsstridskrafter
  - Rysslands rymdstridskrafter
  - Rysslands flotta
    - Rysslands marinflyg
    - Rysslands marininfanteri
    - Rysslands kustartilleri
    - Basförband
    - Gemensamma personalkårer (mariningenjörer, marinläkare m.m.)

  - Ryska federala myndigheten för speciella byggnadsprojekt
- Federala myndigheten för den Ryska federationens nationalgardestrupper
  - Nationalgardets trupper
- Federala säkerhetstjänsten
  - Federala säkerhetstjänstens egna organ
  - Gränsbevakningen
- Ryska federationens underrättelsetjänst SVR
- Federala skyddstjänsten
- Ryska presidentens överstyrelse för särskilda program
- Katastrofministeriet
  - Civilförsvarstrupperna
  - Militär personal i det statliga brandförsvaret
- Ryska federationens generalprokurator
  - Militäråklagare
- Ryska federationens domstolsväsende
  - Militärdomare

### Sjömilitära grader
- Försvarsministeriet
  - Rysslands flotta
    - Sjögående förband
- Federala myndigheten för den Ryska federationens nationalgardestrupper
  - Marina förband
- Ryska federationens federala säkerhetstjänst
  - Ryska federationens kustbevakning

## Särskilda grader
Särskilda grader är av fyra typer, för polisväsendet, inrikesväsendet, justitieväsendet och tullväsendet.

### Polisväsendet
- Inrikesministeriet
  - Polisen
- Federala narkotikapolisen (Gosnarkkontrol) (existerar inte längre)[1]

### Justitieväsendet
- Federala undersökningskommittén
- Inrikesministeriet
  - Utredande organ

### Inrikesväsendet
- Inrikesministeriet
  - Federala migrationsmyndigheten
  - Inrikesministeriets övriga uniformerade organ
- Justitieministeriet
  - Federala fångsvårdsmyndigheten
- Katastrofministeriet
  - Statliga brandförsvaret (utom dess militära personal)
- Fältjägarkåren
- Federala myndigheten för den Ryska federationens nationalgardestrupper (utom dess militära personal)

### Tullväsendet
- Federala tullmyndigheten

## Civila tjänsteklasser
Civila tjänsteklasser är av två typer, allmänna tjänsteklasser och justitietjänsteklasser.

### Allmänna tjänsteklasser
Allmänna tjänsteklasser används av den ryska statsförvaltningen i allmänhet.

### Justitietjänsteklasser
- Justitieministeriet
  - Justitieministeriets personal (utom federala fångvårdsmyndigheten)
- Ryska federationens generalprokurator 
  - Åklagarväsendet (utom militäråklagarna)

## Tjänsteställningstabell
| Nr | Allmänna tjänsteklasser för Ryska federationens statsförvaltning | Militära grader                                               | Särskilda grader för polisväsendet, inrikesväsendet, justitieväsendet och tullväsendet                                                                                         | Justitietjänsteklasser                                         |
| -- | ---------------------------------------------------------------- | ------------------------------------------------------------- | --- | -------------------------------------------------------------- |
| 1  | Verkligt statsråd 1. klassen                                     | Armégeneral, Flottamiral Generalöverste, Amiral               | General vid Ryska federationens polis, Verkligt statsråd vid Ryska federationens tullväsende Generalöverste vid polisväsendet, inrikesväsendet, justitieväsendet, tullväsendet | Verkligt justitiestatsråd Verkligt justitiestatsråd 1. klassen |
| 2  | Verkligt statsråd 2. klassen                                     | Generallöjtnant, Viceamiral                                   | Generallöjtnant vid ... | Verkligt justitiestatsråd 2. klassen                           |
| 3  | Verkligt statsråd 3. klassen                                     | Generalmajor, Konteramiral                                    | Generalmajor vid ... | Verkligt justitiestatsråd 3. klassen                           |
| 4  | Statsråd 1. klassen                                              | Överste, Kapten av 1. rangen                                  | Överste vid ... | Justitiestatsråd 1. klassen                                    |
| 5  | Statsråd 2. klassen                                              | Överstelöjtnant, Kapten av 2. rangen                          | Överstelöjtnant vid ... | Justitiestatsråd 2. klassen                                    |
| 6  | Statsråd 3. klassen                                              | Major, Kapten av 3. rangen                                    | Major vid ... | Justitiestatsråd 3. klassen                                    |
| 7  | Råd 1. klassen                                                   | Kapten, Kaptenlöjtnant                                        | Kapten vid ... | Justitieråd 1. klassen                                         |
| 8  | Råd 2. klassen                                                   | Äldre löjtnant                                                | Äldre löjtnant vid ... | Justitieråd 2. klassen                                         |
| 9  | Råd 3. klassen                                                   | Löjtnant                                                      | Löjtnant vid ... | Justitieråd 3. klassen                                         |
| 10 | Referent 1. klassen                                              | Yngre löjtnant                                                | Yngre löjtnant vid ... | Jurist 1. klassen                                              |
| 11 | Referent 2. klassen                                              | Äldre fänrik                                                  | Äldre fänrik vid ... | Jurist 2. klassen                                              |
| 12 | Referent 3. klassen                                              | Fänrik                                                        | Fänrik vid ... | Jurist 3. klassen                                              |
| 13 | Sekreterare 1. klassen                                           | Militärmästare, Skeppsöverbåtsman Äldre sergeant, Överbåtsman | Militärmästare vid ... Äldre sergeant vid ... | -                                                              |
| 14 | Sekreterare 2. klassen                                           | Sergeant, Båtsman 1. graden Yngre sergeant, Båtsman 2. graden | Sergeant vid ... Yngre sergeant vid ... | -                                                              |
| 15 | Sekreterare 3. klassen                                           | Korpral, Övermatros Menig, Matros                             | Menig vid ... | -                                                              |